# Grupo Santa Helena
Grupo Santa Helena foi um grupo de pintores que se formou a partir de meados da década de 1930 e que se reunia nos ateliês de Francisco Rebolo e Mario Zanini, situados no Palacete Santa Helena, um edifício localizado na Praça da Sé, na cidade de São Paulo. O palacete foi demolido em 1971, devido a necessidade de se abrir espaço na Praça da Sé para a construção da futura estação Sé do metrô. O grupo se reuniu nos ateliês coletivos até o início da década de 1940, quando estes ateliês foram extintos.

## Origens
O Grupo Santa Helena formou-se de maneira espontânea, sem maiores pretensões, e nenhum compromisso conceitual. A maioria de seus membros era de origem italiana: Alfredo Volpi e Fúlvio Penacchi (imigrantes italianos); Aldo Bonadei, Alfredo Rizzotti, Mario Zanini, Clóvis Graciano e Humberto Rosa (filhos de imigrantes italianos). O grupo ainda contava com paulistas de outras origens como: Francisco Rebolo (filho de espanhóis) e Manuel Martins (filho de portugueses). Todos de origem humilde, para sobreviver, exerciam atividades artesanais e proletárias.
A pintura era praticada nos finais de semana ou nos momentos de folga. A origem social humilde e as afinidades profissionais levaram à Mario de Andrade nomeá-los de Artistas Proletários, alcunha que perdurou e os caracterizou dentro do movimento modernista.
A maior parte deles frequentou o Liceu de Artes e Ofícios ou a "Escola Profissional Masculina do Brás". Porém, conscientemente ou não, reduziam esse aprendizado às técnicas de pintura e desenho e não às orientações acadêmicas de ordem formal.
Nessa época, algumas associações de pintores foram constituídas em São Paulo, como a Sociedade Pró-Arte Moderna (Spam) e o "Clube dos Artistas Modernos" (CAM), englobando os participantes da Semana de 22. Esses grupos eram formados por intelectuais e membros da Elite paulista, que mantinham enorme distância em relação aos integrantes do Santa Helena e de outros núcleos proletários, dos quais se tinham pouco ou nenhum conhecimento.
A união do grupo, que perdurou por muitos anos, pode ser explicada como reação ao enorme preconceito existente em relação aos imigrantes pobres e os seus descendentes, por parte não só das elites, formadas por famílias brasileiras,  mas também por parte dos imigrantes e seus descendentes, que já tinham feito fortuna no Brasil. Esse preconceito ficou evidente em inúmeras críticas que surgiram ao trabalho do Grupo, principalmente quando eles  começaram a despertar a atenção e a ameaçar posições já definidas. Mário de Andrade, por outro lado, reconhecia a importância dos santahelenistas, identificando neles uma escola paulista, com um modernismo moderado.
Com exceção dos que já tinham estudado na Europa, como Pennacchi, Rizzotti e Bonadei, o contato dos integrantes do Grupo com a produção artística de lá era bastante precário e obtido com professores no Brasil. Bonadei estudou com Pedro Alexandrino, Antonio Rocco e Amedeo Scavone; Graciano foi aluno de Waldemar da Costa e Zanini estudou com Georg Elpons.
A perseverança do Grupo, que continuava na luta pela sobrevivência, despertava o interesse e acolhia novos amigos e parceiros. Assim, com o tempo, o local passou a ser o ponto de encontro de muitos outros artistas.
O mérito maior do Grupo Santa Helena foi ter revelado alguns dos mais importantes artistas plásticos brasileiros do século XX.

## Exposições
Em 1937 foi realizada uma exposição da chamada "Família Artística Paulista", agregando um conjunto de artistas e incluindo todo o Grupo Santa Helena que, desse modo, apresentaram seus trabalhos ao público pela primeira vez. A partir daí, o Grupo tornou-se conhecido e despertou o interesse de Mário de Andrade, que neles identificou uma "escola paulista".
Em 1940, a "Exposição de Pintores Franceses", apresentando Cézanne, Picasso, Braque e Juan Gris, dentre outros, causou enorme impacto e começou a redirecionar os caminhos de vários integrantes  do Grupo, e a distanciá-los na temática ou nos aspectos formais.

## Membros
Os membros do Grupo Santa Helena, e suas respectivas atividades e profissões eram:
- Alfredo Volpi e Mario Zanini eram  decoradores-pintores de paredes
- Francisco Rebolo foi  jogador de futebol, decorador-pintor de paredes
- Clóvis Graciano era ferroviário
- Fulvio Penacchi era dono de açougue
- Aldo Bonadei era figurinista e bordador
- Alfredo Rizzotti era mecânico e torneiro
- Manuel Martins era ourives;
- Humberto Rosa era professor de desenho.
- Vilanova Artigas era engenheiro arquiteto